# District de Naryn
Pour les articles homonymes, voir Naryn.
Le district de Naryn  (anciennement district de Tian'-Shan') est un raion de la province de Naryn dans le centre-sud du Kirghizistan. Sa capitale est la ville de Naryn. Ses frontières ont été définies dans les années 1930. Il jouxte les districts d'At-Bashy au sud, d'Ak-Talaa à l'ouest, de Kochkor au nord, de Tong au nord-est, et de Jeti-Ögüz à l'est, et le lac Son Koul au nord-ouest. Sa superficie est de 10 502 km2, et 44 080 personne y résidaient en 2009.
Il englobe une partie des spectaculaires montagnes Tian Shan, des prairies alpines et le lac Son Koul, qui pendant les mois d'été attire les pasteurs nomades qui s'y installent sous leurs yourtes pour faire paitre leurs vastes troupeaux de moutons, de vaches et de chevaux.

## Économie
L'économie de l'oblast de Naryn est dominé par l'élevage des troupeaux (moutons, vaches, chevaux, yaks), dont la laine et la viande sont les principaux produits. L'extraction de minéraux divers développé au cours de l'ère soviétique a été en grande partie abandonnée, faute de rentabilité. Aujourd'hui, la région est considérée comme la plus pauvre du pays.

## Démographie

### Composition ethnique
Selon le recensement de 2009, la population du district est très majoritairement kirghize  :
| Groupe ethnique | Population | Proportion |
| --------------- | ---------- | ---------- |
| Kirghizes       | 44 003     | 99.8%      |
| Autres groupes  | 77         | 0.2%       |

## Communautés rurales et les villages

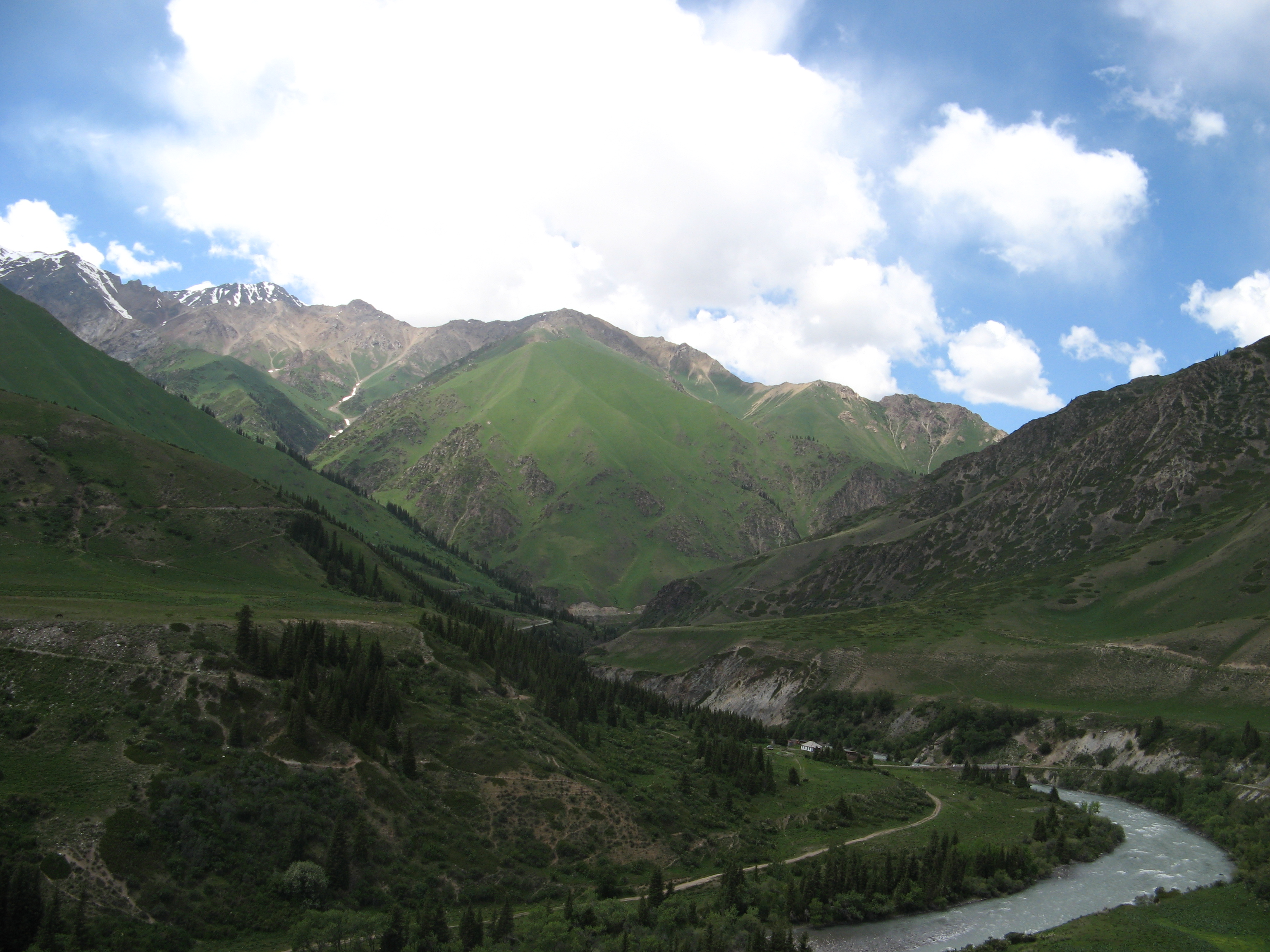
Paysage du district

Le district de Naryn comprend la ville de Naryn, et 39 villages regroupés en 15 communautés rurales (aiyl okmotu), :
1. Ak-Kuduk (villages Segizinchi Mart (centre), Ak-Kuduk, Shoro)
2. Debelyuu (villages Debelyuu (centre), Alysh, Kenesh)
3. Jan-Bulak
4. Jergetal (villages Jergetal (centre), Jalgyz-Terek, Kyzyl-Jyldyz)
5. Kara-Kudjur (villages Lakol (centre), Jer-Kökchü)
6. Kazan-Kuygan (villages Kazan-Kuygan (centre), Kara-Unkyur)
7. Emgekchil
8. Min-Bulak (villages Kuybysheva (centre), Min-Bulak, Ornok)
9. Sur-Archa (villages Echki-Bashy (centre), Ottuk)
10. Ortok (villages Tash-Bashat (centre), Kaiyndy, Oryuk-Tam, Eki-Naryn)
11. Uchkun (villages Kulanak (centre), Uchkun)
12. Chet-Nura (villages d'Orto-Nura (centre), Ak-Bulun, Ak-Kyya, Iyri-Suu, l'Orto-Saz, Oryuk-Tam, Chet-Nura, Tosh-Bulak)
13. Emgek-Talaa (villages d'Ak-Talaa (centre), Tegerek, Emgek-Talaa)
14. Sary-Oy (village central Jylan-Aryk)
15. Dostuk